# AKM
AKM (ryska: Автоматический карабин модифицированный,  Automatkarbin modifierad) är en sovjetisk automatkarbin. Det är en vidareutveckling av Kalasjnikovs berömda AK-47. Vapnet har tack vare större andel stansade delar lägre vikt än föregångaren. Det har samma kaliber, 7,62x39mm. AKM är utrustad med en rakare kolv än AK-47, detta för att försöka lindra det faktum att vapnet stegrar sig vid automateld. En knivbajonett som tillsammans med baljan kan användas som taggtrådssax finns till vapnet. AKM används idag bland annat av den irakiska armén, och större delen av tredje världen. Även Finlands krigsmakt använder vidareutvecklad variant av AKM kallad Rk 62.

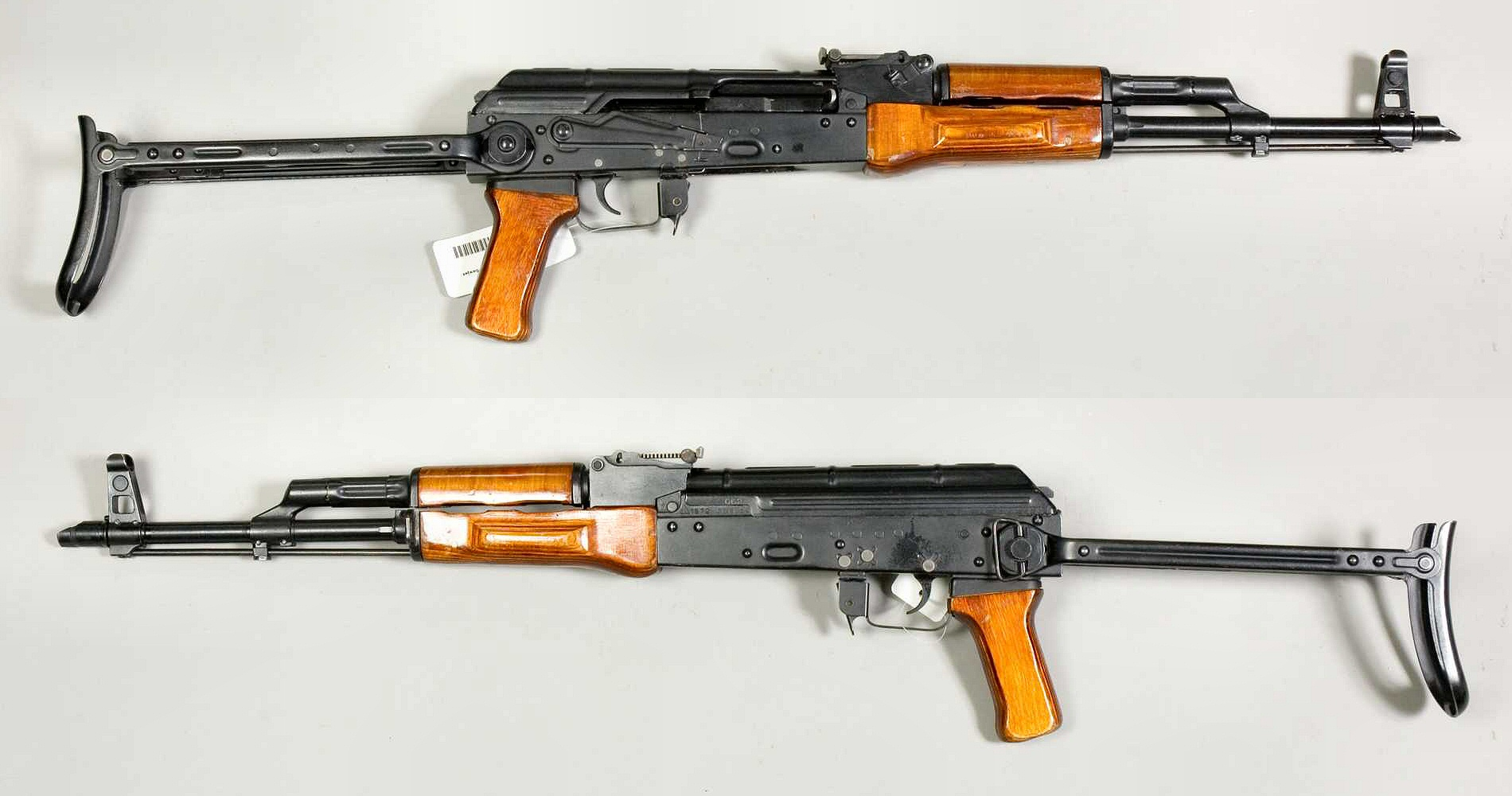
AKMS med fällkolv. Magasinet saknas på bilden.

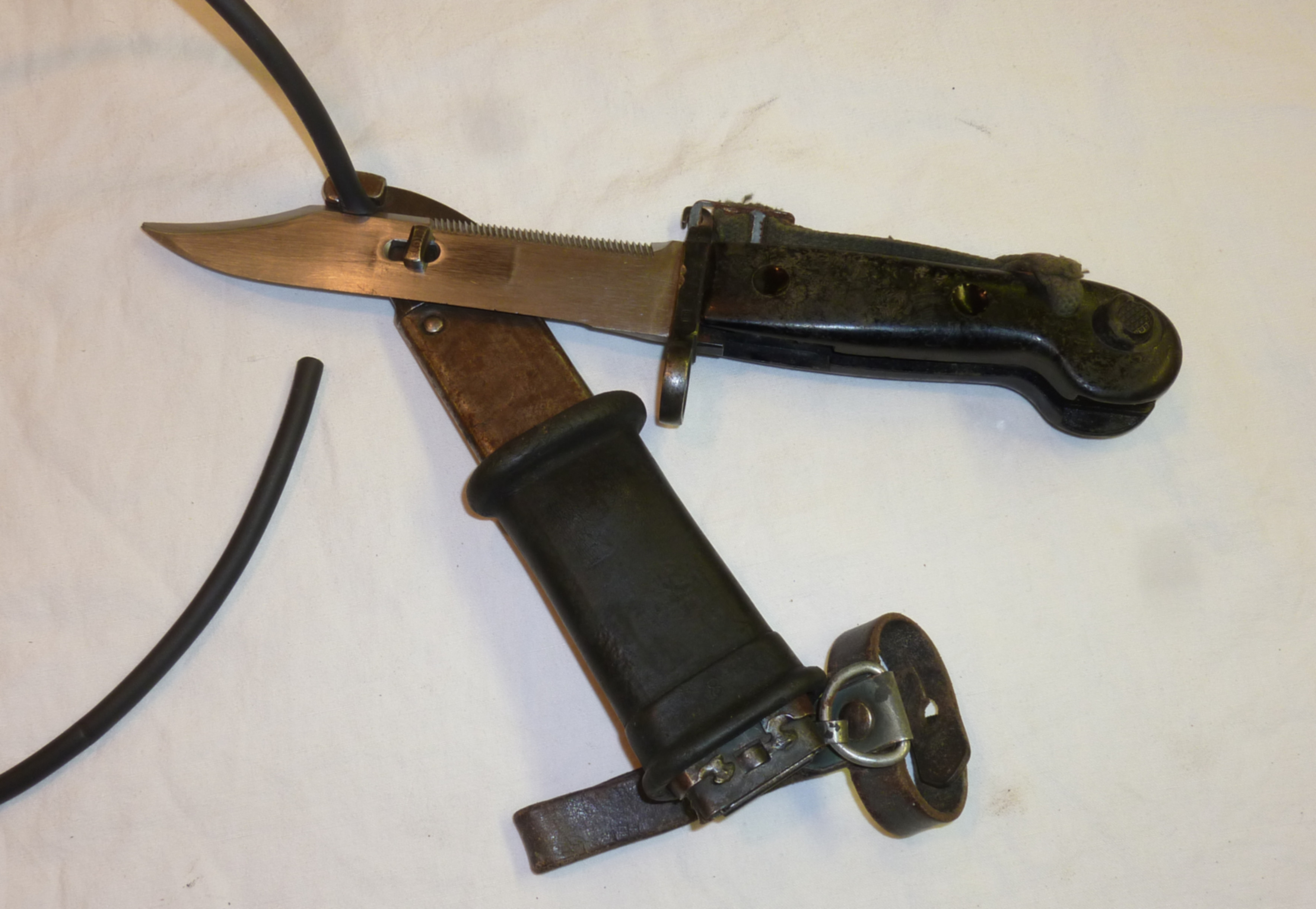
AKM knivbajonett ifrån den Nationale Volksarmee under användning som kabelsax